# Stuart Lancaster
Stuart Gage Lancaster (30 de noviembre de 1920 - 22 de diciembre de 2000) fue un actor estadounidense conocido por sus papeles en las películas de Russ Meyer.

## Biografía
Nacido en Evanston, Illinois, el abuelo de Lancaster era el propietario del circo Charles Ringling. Él sirvió como aviador de la Marina de los Estados Unidos en la Segunda Guerra Mundial. Se mudó a Los Ángeles en 1962. Lancaster apareció en varias películas de Meyer, incluyendo Mudhoney, Faster, Pussycat! Kill! Kill!, Good Morning and... Goodbye!, Supervixens, y Beneath the Valley of the Ultra-Vixens. También tuvo un papel recurrente en The Young and the Restless y en parte de Edward Scissorhands. A veces fue acreditado como Stewart Lancaster o Stud Lancaster.
Lancaster fue el fundador y director del Palm Tree Playhouse en Sarasota, Florida. Murió en Los Ángeles, California. Su esposa Ivy Bethune y su hijastra Zina Bethune fueron también actrices.

## Carrera
| Año       | Título                                                            | Papel                                  | Notas                                                        |
| --------- | ----------------------------------------------------------------- | -------------------------------------- | ------------------------------------------------------------ |
| 1962      | The Lloyd Bridges Show                                            | Primer soldado                         | Gentleman in Blue (S 1, EP 13)                               |
| 1963      | The Outer Limits                                                  | Capitán                                | Tourist Attraction (S 1, EP 13)                              |
| 1965      | Mudhoney                                                          | Lute Wade                              | Como Stu Lancaster                                           |
| 1965      | Faster, Pussycat! Kill! Kill!                                     | The Old Man                            |                                                              |
| 1965      | The F.B.I.                                                        | Asistente                              | The Exiles (S 1, EP 9)                                       |
| 1965-1966 | Branded                                                           | Ab Beckett Sgto. Chase                 | Very Few Heroes (S 1, EP 12) Yellow for Courage (S 2, EP 23) |
| 1966      | El fugitivo                                                       | Wingo - Propietario                    | Second Sight (S 4, EP 7)                                     |
| 1967      | Los Invasores                                                     | Superintendente                        | The Experiment (S 1, EP 1)                                   |
| 1967      | The Born Losers                                                   | Sheriff Harvey                         | Como Stewart Lancaster                                       |
| 1967      | Good Morning... and Goodbye!                                      | Burt Boland                            |                                                              |
| 1968      | Lila                                                              | Frank                                  |                                                              |
| 1968      | Thar She Blows!                                                   | Kenyon Adler                           |                                                              |
| 1969      | The Secret Sex Lives of Romeo and Juliet                          | Lord Capuleto                          |                                                              |
| 1969      | The Ecstasies of Women                                            | Barman                                 | Sin acreditar                                                |
| 1969      | Precious Jewels                                                   |                                        |                                                              |
| 1969      | Starlet!                                                          | Kenyon Adler                           |                                                              |
| 1969      | The Satin Mushroom                                                | Abogado mexicano                       |                                                              |
| 1970      | Wilbur and the Baby Factory                                       | W. W.                                  |                                                              |
| 1970      | Captain Milkshake                                                 | Taxista                                |                                                              |
| 1971      | Los siete minutos                                                 | Dr. Roger Trimble                      |                                                              |
| 1973      | Godmonster of Indian Flats                                        | Mayor Charles Silverdale               |                                                              |
| 1975      | Supervixens                                                       | Lute                                   |                                                              |
| 1976      | Goodbye, Norma Jean                                               | George                                 |                                                              |
| 1977      | Alex Joseph and His Wives                                         | Gerente del motel                      |                                                              |
| 1977      | Hughes and Harlow: Angels in Hell                                 | Charlie                                |                                                              |
| 1977      | The Court-Martial of George Armstrong Custer                      |                                        |                                                              |
| 1977      | Father Knows Best: Home for Christmas                             | George Newman                          |                                                              |
| 1977      | The Brain Machine                                                 | Senador                                |                                                              |
| 1979      | Beneath the Valley of the Ultra-Vixens                            | The Man From Small Town U.S.A.         |                                                              |
| 1979      | Mistress of the Apes                                              | Brady                                  |                                                              |
| 1980      | House Calls                                                       |                                        | Mobster Tale (S 1, EP 7)                                     |
| 1980      | Quincy, M.E.                                                      | Mike                                   | The Final Gift (S 5, EP 20)                                  |
| 1982      | Terror en el Lago Ness                                            | Profesor Pratt                         |                                                              |
| 1988      | The Naked Gun 33⅓: The Final Insult                               | Voz en off de la conferencia de prensa | Sin acreditar                                                |
| 1989      | Down on Us                                                        | Taxista de Nueva York                  |                                                              |
| 1989      | Goodnight, Sweet Marilyn                                          | George                                 |                                                              |
| 1990      | Edward Scissorhands                                               | Jubilado                               |                                                              |
| 1990      | In the Director's Chair: The Man Who Invented Edward Scissorhands | Vecino                                 |                                                              |
| 1992      | Batman Returns                                                    | Doctor del Pingüino                    |                                                              |
| 1998      | Un regalo muy especial                                            | Vinny                                  |                                                              |

| Título | Películas estrenadas en cine    |
| Título | Series de televisión            |
| Título | Películas directas a televisión |